# Kaplica św. Jerzego w Baniach
Kaplica św. Jerzego w Baniach – gotycka kaplica z kamienia i cegły znajdująca się w Baniach, w woj. zachodniopomorskim.

## Architektura
Kaplica jest budowlą salową orientowaną, wzniesioną na planie prostokąta. Ściany wykonane są z granitu, kamienia polnego i cegły. W murach wykonano dwa portale, jeden na ścianie zachodniej, drugi na północnej. Całość nakryto dachem dwuspadowym.
Obecnie wyposażenie, na które składają się płaskorzeźby z XVII i XVIII wieku, reprezentuje styl barokowy.

## Historia
W 1234 roku książę Barnim I nadał Banie zakonowi templariuszy, po jego kasacie miejscowość przejęli joannici, którzy w 1345 roku odstąpili miasto księciu Barnimowi III. Razem ze szpitalem joannici wznieśli w 1417 roku kaplicę w stylu gotyckim. Początkowo kaplica służyła jako przytułek dla chorych, w tym trędowatych.
W XV wieku przy kaplicy wystawiano misteria pasyjne, których organizacji zaprzestano w 1498 roku w związku z wydarzeniami, które nastąpiły w czasie uroczystości. Według legendy zajścia w Baniach miały swoje źródło w rywalizacji dwóch aktorów grających w inscenizacji śmierci Jezusa. Spór toczył się o serce towarzyszącej im aktorki. Aktorzy ci wcielili się w postacie Jezusa i legionisty Longinusa, a aktorka w postać Marii. Aktorka przyjęła wcześniej oświadczyny aktora grającego Jezusa. Aktor grający legionistę postanowił w czasie inscenizacji zabić rywala, przebijając go włócznią, którą według scenariusza miał wbić w worek wypełniony farbą udającą krew. Ugodzony naprawdę aktor umierając spadł razem z krzyżem na aktorkę grającą Marię, która zginęła pod ciężarem ciała i krzyża. Aktor grający św. Jana, zorientowawszy się w sytuacji, zabił mordercę na oczach widzów, za co został uwięziony i skazany na śmierć. Gdy zorientowano się w przyczynach morderstwa, narzeczonych pochowano w kaplicy. W wyniku zajść, które stały się głośne w regionie, sąd książęcy na zawsze zakazał wystawiania misteriów w Baniach, a zakaz nie został złamany przez miejscową ludność aż do jej wysiedlenia po II wojnie światowej.
Pomimo reformacji kaplica pozostała w rękach katolików aż do czasu włączenia regionu do Polski w 1945 roku. Zniszczona w czasie II wojny światowej, popadła w ruinę. W 1946 roku pierwszy polski proboszcz spotkał się ze strony starostwa z kategorycznym zakazem odgrywania inscenizacji, dalszych prób odgrywania misteriów pasyjnych nie podejmowano aż do dziś.
Ruina kaplicy została wpisana do rejestru zabytków 5 grudnia 1963 roku. Kaplica została odbudowana w latach 1997–1998, a funkcje religijne spełnia ponownie od 25 maja 1998 roku.